# Andrei Tarkovsky

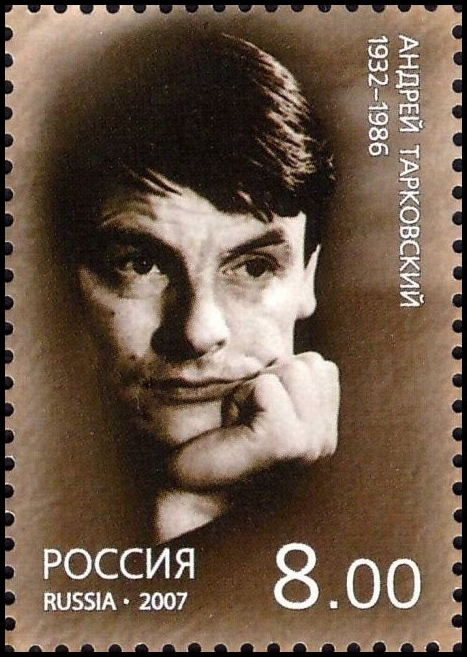

Andrei Arsenyevich Tarkovsky (tiếng Nga: Андре́й Арсе́ньевич Тарко́вский; 4 tháng 4 năm 1932 - 29 tháng 12 năm 1986) là một nhà làm phim, nhà văn, biên tập viên phim, nhà lý luận phim, nhà hát và đạo diễn opera người Nga. Tác phẩm của ông được đặc trưng bởi hình ảnh nổi bật và thơ mộng, mất nhiều thời gian diễn, cấu trúc kịch tính thưa thớt, và các chủ đề tâm linh và siêu hình. Ông đã được gọi là một người khai phá của điện ảnh chậm.
  

Đạo diễn Ingmar Bergman đã nói về ông: 
 Tarkovsky đối với tôi là người vĩ đại nhất (đạo diễn), người đã phát minh ra một ngôn ngữ mới, đúng với bản chất của phim, khi nó ghi lại cuộc sống như một sự phản chiếu, cuộc sống như một giấc mơ.
 Các bộ phim của Tarkovsky bao gồm Thời thơ ấu của Ivan (1962), Andrei Rublev (1966), Solaris (1972), Mirror (1975) và Stalker (1979). Ông chỉ đạo năm trong số bảy phim truyện đầu tiên của mình ở Liên Xô; hai bộ phim cuối cùng của ông, Nostalghia (1983) và The Sacrifice (1986), lần lượt được sản xuất tại Ý và Thụy Điển. Những bộ phim Andrei Rublev, Solaris, Mirror và Stalker thường xuyên được liệt kê trong số những bộ phim hay nhất mọi thời đại.